# Metrologie
Metrologia este știința măsurărilor și a aplicațiilor acestora. Metrologia cuprinde toate aspectele teoretice și practice ale măsurărilor, indiferent de incertitudinea de măsurare și domeniul de aplicare. Ramurile fundamentale ale metrologiei sunt: 
- Metrologia științifică
- Metrologia legală
- Metrologia industrială

## Noțiuni din vocabularul standard al metrologiei
Organizația Internațională de Metrologie Legală a definit expres unele noțiuni în standardul OIML V 2-200 a cărui traducere oficială în limba română este SR Ghid ISO/CEI 99: 2010.
- Un aparat de etalonare este un etalon folosit în etalonare.
- Comutabilitatea unui material de referință este o proprietate a unui material de referință, demonstrată de acordul dintre relația între rezultatele de măsurare pentru o mărime stabilită din acest material, obținute în conformitate cu două proceduri de măsurare date, pe de o parte, și relația obținută între rezultatele de măsurare pentru alte materiale specificate, pe de altă parte.
- Conservarea unui etalon reprezintă ansamblul de operații necesare păstrării proprietăților metrologice ale unui etalon în limite stabilite.
- Datele de referință standardizate sunt date de referință furnizate de o autoritate recunoscută.
- Datele de referință sunt date legate de o proprietate a unui fenomen, corp sau substanță sau de un sistem de componente cu o compoziție sau structură cunoscută, obținute dintr-o sursă identificată, evaluată critic și verificată în ce privește precizia.
- Dispozitivul de măsurare de transfer este un dispozitiv utilizat ca intermediar pentru compararea etaloanelor.
- Un etalon este o realizare a definiției unei mărimi date, cu o valoare determinată a mărimii și o incertitudine de măsurare asociată, utilizată ca referință.
- Un etalon național este un etalon recunoscut de autoritățile naționale pentru a servi, într-un stat sau într-o economie, drept bază în atribuirea valorilor mărimii către alte etaloane pentru tipul de mărime vizat.
- Un etalon de lucru este un etalon utilizat în mod obișnuit, pentru a etalona sau verifica instrumente sau sisteme de măsurare.
- Un etalon de referință este un etalon destinat etalonării altor etaloane pentru mărimi de aceeași natură într-o organizație sau într-un loc dat.
- Un etalon internațional este un etalon recunoscut de semnatarii unui acord internațional și destinat utilizării la nivel mondial.
- Un etalon intrinsec este un etalon bazat pe o proprietate intrinsecă și reproductibilă a unui fenomen sau a unei substanțe
- Un etalon mobil este un etalon, uneori cu o construcție specială, destinat transportării în diferite locuri.
- Un etalon primar este un etalon stabilit cu ajutorul unei proceduri de măsurare primare de referință sau creat ca obiect, ales prin convenție.
- Un etalon secundar este un etalon stabilit prin etalonare în raport cu un etalon primar pentru o mărime de aceeași natură.
- Etalonarea reprezintă o operație care, în condiții specificate, în primă instanță stabilește o relație între valorile mărimii, cu incertitudinile de măsurare furnizate de etaloane și indicațiile corespunzătoare, cu incertitudinile de măsurare asociate, iar apoi, în etapa următoare, folosește acestă informație pentru a stabili o relație în scopul obținerii unui rezultat de măsurare pornind dela o indicație.
- O ierarhie de etalonare este o succesiune de etalonări, de la o referință și până la sistemul de măsurare final, unde ieșirea (rezultatul) fiecărei etalonări depinde de ieșirea etalonării precedente.
- Un lanț de trasabilitate metrologică este o succesiune de etaloane și etalonări utilizată pentru a lega un rezultat al măsurării de o referință.
- Un material de referință certificat este un material de referință însoțit de documentația realizată de un organism cu autoritate și care furnizează una sau mai multe valori specificate ale proprietăților, cu trasabilități și incertitudini de măsurare asociate, utilizând proceduri valabile.
- Un materialul de referință este un material suficient de omogen și de stabil în ce privește proprietățile specificate, despre care s-a stabilit că este adecvat utilizării sale prevăzute pentru măsurare sau pentru examinarea proprietăților nominale
- O mărime' este o proprietate a unui fenomen, a unui corp sau a unei substanțe, care se poate exprima cantitativ sub forma unui număr și a unei referințe.
- O mărime de bază, sau fundamentală, este o mărime dintr-un subansamblu ales convențional al unui sistem de mărimi dat, unde nicio mărime a subansamblului nu poate fi exprimată prin raportare la celelalte.
- Mărimea de ieșire dintr-un model de măsurare reprezintă mărimea a cărei valoare măsurată este calculată cu ajutorul valorilor mărimilor de intrare dintr-un model de măsurare.
- O mărime de influență este o mărime care, într-o măsurare directă, nu afectează mărimea măsurată în fapt, ci relația dintre indicație și rezultatul măsurării.
- Mărimea de intrare dintr-un model de măsurare reprezintă mărimea care trebuie măsurată sau o mărime a cărei valoare se poate obține altfel, în scopul calculării valorii mărimii măsurate pentru un măsurand.
- Mărimea derivată este o mărime, într-un sistem de mărimi, definită în raport cu mărimile fundamentale ale acelui sistem.
- Mărimea ordinală este o mărime, definită cu ajutorul unei proceduri de măsurare convenționale, pentru care se poate stabili o relație totală de ordonare, conform magnitudinii, cu alte mărimi de aceeași natură, dar pentru care nu există nicio operație algebrică între acele mărimi.
- Un model de măsurare este o relație matematică între toate mărimile despre care se știe că sunt implicate într-o măsurare.
- Natura mărimii este un aspect comun mărimilor comparabile una cu alta.
- O proprietate nominală este o proprietate a unui fenomen, corp sau substanță care nu nu poate fi exprimată sub formă cantitativă.
- Un sistem de mărimi este un ansamblu de mărimi împreună cu un ansamblu de ecuații necontradictorii care leagă acele mărimi.
- Valoarea de referință a mărimii este o valoare a mărimii folosită ca bază de comparare cu valori ale mărimilor de aceeași natură.
- O valoare măsurată este o valoare a unei mărimi reprezentând un rezultat de măsurare.
- O scară a valorilor mărimilor sau scară de măsurare este un ansamblu ordonat de valori ale mărimilor pentru mărimi de o anumita natură, folosit în ierarhizarea mărimilor de acea natură conform magnitudinii.
- O scară a valorilor mărimilor ordinale este o scară a valorilor mărimii pentru mărimi ordinale.
- O scară de referință convențională este o scară a valorilor mărimii definită printr-un acord formal.
- O schemă de etalonare este o expresie grafică a relației dintre indicație și rezultatul de măsurare corespunzător.
- Senzorul este un element al unui sistem de măsurare care este afectat în mod direct de un fenomen, un corp sau o substanță ce poartă o mărime care trebuie măsurată.
- Validarea (în sensul VIM) reprezintă o verificare, acolo unde cerințele specificate sunt corespunzătoare unei anume destinații.
- Valoarea convențională a unei mărimi este o valoare a mărimii atribuită prin convenție unei mărimi într-un scop dat.
- Valoarea unei mărimi este un ansamblu format dintr-un număr și o referință constituind expresia cantitativă a unei mărimi.
- Valoarea nominală a mărimii este o valoare rotunjită sau aproximativă a unei mărimi de caracterizare pentru un instrument de măsură sau pentru un sistem de măsurare care oferă îndrumări pentru utilizarea sa adecvată.
- Valoarea numerică a unei mărimi este un număr în exprimarea valorii unei mărimi, altul decât oricare număr folosit ca referință.
- Valoarea reală a unei mărimi este valoarea unei mărimi compatibilă cu definiția mărimii.
- Variația din cauza unei mărimi de influență este diferența la nivelul indicației pentru o valoare  a mărimii măsurate dată sau la nivelul valorilor mărimii furnizate de o măsură materializată, atunci când o mărime de influență ia în mod succesiv două valori diferite.
- Verificarea (în sensul VIM) reprezintă prezentarea unor dovezi obiective privind faptul că un element dat se conformează unor cerințe specificate.